# نيغينهو
نيغينهو (مواليد 12 فبراير 1912) هو لاعب كرة قدم. يلعب مع منتخب البرازيل لكرة القدم. سبق له أن لعب في كأس العالم لكرة القدم مع منتخب بلاده.

## روابط خارجية
- نيغينهو على موقع قاعدة بيانات كرة القدم.إي يو (الإنجليزية)
- نيغينهو على موقع ناشيونال فوتبول تيمز (الإنجليزية)
- نيغينهو على موقع Soccerway.com (الإنجليزية)
- نيغينهو على موقع عالم كرة القدم.نت (الإنجليزية)